# Autoritate competentă
O autoritate competentă este o persoană sau o organizație care are puterea, capacitatea sau autoritatea delegată legal pentru a îndeplini anumite funcții sau sarcini specifice. Aceste autorități sunt desemnate prin legislație, reglementări sau alte acte normative pentru a monitoriza, implementa sau lua decizii specifice în domeniul lor de competență.
Odată ce autoritatea este delegată să efectueze o anumită sarcină, doar aceasta are dreptul să solicite informații, să emită rapoarte și să ia decizii legate de domeniul respectiv.

## Caracteristici
Fiecare autoritate competentă operează într-un cadru bine delimitat și acționează în limitele stabilite de legislație, fără influențe externe. Monitorizează conformitatea cu legile și reglementările aplicabile și este supusă controlului public și trebuie să raporteze periodic activitățile.
Autoritatea competentă este entitatea care are:
- Dreptul conferit prin legislație sau reglementări pentru a acționa în numele statului sau al unei organizații;
- Capacitatea de a supraveghea, reglementa sau lua decizii în legătură cu anumite activități;
- Puterea limitată la domeniul specific pentru care a fost desemnată.

## Exemple de autorități competente

### Internațional
În context internațional, autoritățile competente sunt responsabile pentru implementarea tratatelor și reglementărilor globale:
- Interpol coordonează investigațiile internaționale.
- Europol colaborează cu autoritățile naționale pentru combaterea criminalității organizate.

### Uniunea Europeană
Uniunea Europeană a desemnat numeroase autorități competente pentru implementarea legislației sale:
- Autoritatea Europeană pentru Siguranța Alimentară (EFSA) monitorizează siguranța alimentară.
- Banca Centrală Europeană (BCE) supraveghează politica monetară și băncile din zona euro.

### România
În România, autoritățile competente sunt reglementate prin legislația națională pentru a îndeplini funcții în diverse sectoare:
- Autoritatea Națională pentru Protecția Consumatorilor (ANPC) asigură protecția drepturilor consumatorilor.
- Autoritatea de Supraveghere Financiară (ASF) reglementează piețele financiare, asigurările și pensiile private.
- Inspectoratul General pentru Situații de Urgență (IGSU) gestionează situațiile de urgență.

## Critici
Autoritățile competente se confruntă cu mai multe provocări care pot afecta eficiența și încrederea publică:
- În situațiile în care responsabilitățile mai multor autorități se intersectează, pot apărea conflicte de jurisdicție care întârzie luarea deciziilor și reduc eficiența acțiunilor. De exemplu, investigațiile complexe pot suferi întârzieri atunci când nu există o delimitare clară între instituțiile implicate.
- Lipsa finanțării adecvate, personalului specializat sau a infrastructurii moderne poate limita capacitatea autorităților de a-și îndeplini mandatul, afectând în special domenii precum sănătatea publică sau protecția consumatorilor.
- În unele cazuri, autoritățile competente pot fi influențate de presiuni politice, economice sau sociale, compromițând imparțialitatea și obiectivitatea deciziilor. Acest lucru poate duce la pierderea încrederii publice și la percepția că autoritatea este partinitoare.